# Акселерограф
Акселеро́граф (лат. accelero — прискорюю і грец. γραφω — пишу) — прилад, що вимірює й автоматично записує (у вигляді графіків) прискорення поступального та обертального руху тіл, систем, машин тощо, які рухаються із змінною швидкістю.
Окрім інженерного застосування, акселерографи також корисні для дослідження землетрусів. Наприклад, акселерограми можуть бути використані для реконструкції детальної історії розриву вздовж розлому під час землетрусу, що було б неможливо при сейсмограмах зі стандартних інструментів.

## Будова
Складається з акселерометра і реєструючого пристрою. Фіксує стан, коли величина прискорення досягає або перевищує певні межі, і безперервно записує зміни прискорень в часі.

## Класифікація
За принципом дії акселерографи поділяють на
- інерційнодинамічні (механічні)
- гідравлічні
- магнітні
- електричні
- п'єзоелектричні тощо.